# 男はつらいよ 寅次郎の告白
『男はつらいよ 寅次郎の告白』（おとこはつらいよ とらじろうのこくはく）は、1991年12月21日に公開された日本映画。男はつらいよシリーズの44作目。同時上映は『釣りバカ日誌4』。前作と同様に、満男と泉、寅次郎と聖子の恋が同時進行で描かれる。

## あらすじ
最初の画面は岐阜・・恵那峡の落合川でした・・。「川が流れております・・岸辺の草花を洗いながらたゆまず流れる川を眺めますと何やら私の心まで洗い流される気がしてまいります・・そうしていつしか想い起こされるのは私のガキの頃のことでございます・・。私は川のほとりで生まれ川で遊び川を眺めながら育ったのでございます。祭りから祭りへのしがない旅の道すがらきれいな川の流れに出会いますと、ふと足を止め、がらにもなく物悲しい気分になって川を眺めてしまうのはそのせいかもしれません。今頃故郷に残した私の肉親たち、たったひとりの妹さくら、その夫の博、息子の満男、おいちゃんおばちゃんたちはどうしているのでござりましょうか・・・・そうです私の故郷と申しますのは東京葛飾柴又江戸川のほとりでございます。」
1991年秋のある日、満男に名古屋に住んでいる泉から電話がかかってくる。東京で就職活動をするためにやって来るというのだ。満男が東京駅で待っていると、泉が到着。その夜、くるまやで楽しい一時を過ごす。
翌日、満男に付き添われ、泉は高校の音楽教師に紹介してもらった銀座の楽器屋を訪ねる。しかし、採用担当者から高卒での就職は厳しいと言われてしまう。泉は、両親の離婚や母親の職業といった家庭環境の問題もあると感じ、しょんぼりと名古屋に帰る。そして、母親の礼子が勤め先のクラブで知り合った交際相手の男性を家に連れてきた途端、母親と喧嘩し、自室に閉じこもって泣く。
泉を助けたいのに無力な自分に悶々とする満男の元に、数日後、泉から鳥取砂丘の絵葉書が届く。「寂しい海が私の寂しさを吸い取ってくれるようです」という文面にただならぬ気配を感じた満男が泉の自宅に電話をすると、泉の母に泉がその３日前に家出をした事を告げられる。満男は、さくらの制止を振り切って雨の中を飛び出し、一路鳥取へ向けて泉探しの旅に出かけた。一方、傷心の泉は、鳥取をあてどもなく旅していたが、ちょうど鳥取を旅していた寅次郎に偶然出会い、涙をこぼして抱きつく。その夜、親切に一晩の宿を提供してくれた老婆の家で、寅次郎が家出をした理由を問うと、泉は、母を一人の女性として見ることへの抵抗感から、母の再婚を素直に喜べない自分が嫌になったと言う。寅次郎は、実母に捨てられた自分の生い立ちを明かし、今の泉に似た気持ちを抱いたこともあったが、泉の言葉を聞いて実母を一人の女性として見たいと思うようになったと言って、泉を元気づける。翌日泉は、寅次郎がさくらとの電話で得た情報により、満男が待っているという鳥取砂丘へ行く。泉の姿を見つけた満男は、砂丘を転がりながら駆け寄り、二人は喜び合う。
満男はそこに寅次郎もいることにビックリするが、名古屋や東京へ帰る汽車の時間までの食事のつもりで、三人は寅次郎の昔馴染みの料亭へ向かう。そこの女将の聖子（吉田日出子）は、かつて寅次郎が所帯を持とうとした女性であった。聖子は他にも好きな人がいたため、その人と結婚したのだが、三人が発とうとするそのタイミングで、その夫とは一年前に事故で死に別れたと告白する。急遽三人は墓参りをすることになり、その日は聖子の料亭に泊まることになる。
若い二人を２階で寝かせたあと、寅次郎は聖子と酒を酌み交わす。10年連れ添った亡夫には散々泣かされ、寅次郎と結婚しなかったことを後悔していると言われて、複雑な気持ちになる。さらに言い寄られて対応に困っていた時、階段で様子を窺っていた満男が転落し、場がしらけて事なきを得る。翌日、泉は寅次郎と聖子の関係を満男に訊く。すると満男は、寅次郎が「手の届かない女の人には夢中になるけれど、その人が伯父さんに好意を持つとあわてて逃げ出してしまう」と語り、その原因として「きれいな花をそっとしておきたいという気持ちと、奪い取ってしまいたいという気持ちが男にはあるけれども、伯父さんはどっちかと言うとそっとしておきたいという気持ちが強いのではないか」と的確に分析する。その後、三人は聖子とバス停で別れ、寅次郎は鳥取駅で満男と泉を見送って旅を続ける。
泉は、今回の旅を通じて様々な優しさに触れ、悲しいことがあったときには満男一家や寅次郎を思い出せばいいとも感じて、自分がそれほど不幸せではないと感じることができるようになっていた。家に戻った泉は、母親に「ママ、幸せになっていいよ」と告げる。感極まった礼子は大泣きするのであった。一方、満男が柴又に帰ってくると、さくらが怒っている。しかし、満男から寅次郎と聖子のことを聞かされたさくらは、母親としての憤慨から、たちまち、妹としての悲嘆にくれる。料理をしながら「いい年して何をやっているのかしら」と涙ぐむ。
正月になって、初詣くらい家族一緒に行こうというさくらたちの誘いを振り切って大学の友人たちと出かけようとする満男だったが、そこへまたまた泉が突然やってきたため、友人たちとの外出をドタキャンする。泉と一緒にいると "無様" に一生懸命になってしまう経験を今回も積み重ね、遠い空の寅次郎に向かって、「僕にはもう伯父さんのみっともない恋愛を笑う資格はない。それは僕自身を笑うことだから」と語りかける。

## スタッフ
- 監督：山田洋次
- 脚本：山田洋次、朝間義隆
- プロデューサー：深澤宏
- 音楽：山本直純
- 総指揮：奥山和由

## キャスト
- 車寅次郎：渥美清
- 諏訪さくら：倍賞千恵子
- 聖子：吉田日出子 - 新茶屋の女将
- 及川礼子：夏木マリ
- 車竜造（おいちゃん）：下條正巳
- 車つね（おばちゃん）：三崎千恵子
- 諏訪博：前田吟
- 社長（桂梅太郎）：太宰久雄
- 源公：佐藤蛾次郎
- 御前様：笠智衆
- 北野(礼子の恋人)：津嘉山正種
- 釣り人：笹野高史 - 八東川河畔の釣り人
- 老女の孫：武野功雄 - 鳥取砂丘まで寅さんと泉を車で送ってくれるおばあちゃんの孫。手すき和紙協同組合 因州佐治
- 吉村・楽器店の店員：山口良一 - 銀座山野楽器 売り場主任（泉が就職で面談する）
- 駄菓子屋の老女：杉山とく子
- ポンシュウ：関敬六 - 寅さんのテキヤ仲間
- 中村:笠井一彦
- ゆかり:マキノ佐代子
- 三平：北山雅康
- サブ：渡部夏樹 - 寅さんのテキヤ仲間
- 松岡章夫
- 花井直孝
- 長谷川裕
- 新茶屋の仲居:川井みどり
- 宴会の客:篠原靖治
- 諏訪満男：吉岡秀隆
- 及川泉：後藤久美子
- 木曽川の女房:光映子（ノンクレジット）
- 備後屋:露木幸次（ノンクレジット）
- 銀座の通行人:阿部勉（ノンクレジット）

## ロケ地
- 東京都千代田区(東京駅)、中央区(三越ラデュレサロン・ド・デ、山野楽器銀座本店)、八王子市(東京薬科大学(満男の大学))
- 鳥取県倉吉市(打吹玉川、白壁土蔵群、ふしみや商店、地蔵通り)、鳥取市(鳥取駅前、鳥取砂丘、新茶屋、円通寺(聖子の夫の墓所)、八束川の堤、出会い橋バス停、気高町(魚見台)、若桜町(鳥取しゃししゃん傘踊り)、八頭郡八頭町(若桜鉄道安部駅)
- 岐阜県恵那郡蛭川村（現中津川市恵那峡)
- 愛知県名古屋市(泉の家)
- 岐阜県中津川市(中央本線落合川駅、安弘見神社(杵振り祭り))

佐藤2019、p.644より

## 記録
- 観客動員：210万人[7]
- 配給収入：14億2000万円[8]（15億円[7]とも）
- 上映時間：104分

## 受賞
- 第2回文化庁優秀映画作品賞長編映画部門

## エピソード
『寅次郎ハイビスカスの花 特別篇』に登場する「寅さんの幻」は、本作での歩くシーンが素材となっている。
DVD収録の特典映像「予告編」では以下のような別バージョン等が使用されている。
- しゃんしゃん祭りでの寅さんの啖呵売のシーン。本編では電灯を持ち手を一つ叩いているが、予告編では無い。
- さくらが御前様の恋話を聞くシーンで、予告編ではさくらの後方を源ちゃんが笑いながら横切っている。
- 大学の満男の講義中、予告編では本を読んでいるだけだが、本編ではその本にペンで何か記入している。
- 鳥取で寅さんと泉が再会して抱き合う場面で、予告編では落とした泉の持っていた豆腐入りの鍋が道上で跳ね返ってしまっている。
- 聖子が寅たち三人にお茶を入れるシーンの別バージョン。寅たちの所作と台詞が一部変わっている（「さらわれちゃったよ」が「取られちゃったよ」、「そういう冗談はよせい」が「悪い冗談はよせよ」、「冗談じゃないで本当だ」が「冗談じゃないよ本当よ」や、笑いながらお茶を運ぶシーンに変更されている等）
- 出会い橋で聖子と寅たち一行が別れるシーンの別テイク。

企画段階では、本作はとらやが出てこないシナリオであった。しかし、寅が東京へ戻ってこないのは不自然で落ち着かないため、この構想は取りやめになった。
映画監督（本作の助監督）の阿部勉が銀座の通行人役で出演している。
挿入曲
- テクラ・バダジェフスカ作曲：『乙女の祈り』オルゴール～寅がくるまやに帰ってくる場面。柴又商店街から聞こえてくる。
- クリスティアン・ペツォールト作曲：バッハ『メヌエット』ト長調 BWV.Anh.114 ～ 山野楽器で少女がクラリネットを吹く。
- エリック・サティ作曲『ジムノペディ』、『グノシエンヌ』第5番～泉が満男の付き添いで、楽器店の吉村の面接を受ける喫茶店で流れる。
- 鳥取しゃんしゃん祭～寅さんの啖呵売。
- 岩井直溥作曲：ポップス・マーチ『すてきな日々』～泉が眺めるブラスバンドの練習。
- 鳥取民謡『貝殻節』～夜おばあちゃんが三味線を弾き歌う。
  -  何の因果で 貝殻漕ぎなろうた カワイヤノー　カワイヤノー 色は黒うなる 身はやせる ヤサ ホーエーヤ ホーエヤエーエ ヨイヤサノサッサ  ヤンサノエーエ　ヨイヤサノサッサ
- 島根県民謡『安来節』～夜、新茶家の宴会。
- ＜挿入歌＞ 徳永英明『どうしようもないくらい』～ 満男と泉が鳥取駅から乗る列車内。